# باب كهنوج (غلزار بردسير)
باب کهنوج (بالفارسية: باب کهنوج) هي مستوطنة تقع في إيران في البلدة المركزية. يقدر عدد سكانها بـ 100 نسمة .